# Cambalida fulvipes
Cambalida fulvipes là một loài nhện trong họ Corinnidae.
Loài này thuộc chi Cambalida. Cambalida fulvipes được Eugène Simon miêu tả năm 1910.